# 赫健士
赫健士爵士（Sir Alan Armstrong Huggins，1921年5月15日—2009年12月10日），英國殖民地及海外法官，曾先後在烏干達、香港、和汶萊等地任職，其中在香港前後出任公職近四十年，包括由1980年至1987年任香港最高法院上訴庭副庭長，以及在香港主權移交後由1997年至2003年出任香港終審法院非常任香港法官。

## 生平

### 早年生涯
赫健士在1921年5月15日生於英國米德爾塞克斯的史坦恩斯（Staines），父母分別名威廉·岩士唐·哈金斯（William Armstrong Huggins）和戴爾·葛平（Dale Copping），家有一名兄長名艾力（Eric），父親在勞合社任保險商。此外，赫健士一家與南羅德西亞總理莫爾文子爵（Viscount Malvern，1883年－1971年）是親戚。赫健士在1935年至1939年入讀牛津郡的拉德利書院（Radley College），後來在1939年升讀劍橋大學悉尼·蘇塞克斯學院，1941年獲文學碩士學位畢業。
大學畢業後，時值第二次世界大戰，赫健士曾自1941年至1946年任職於海軍部海難救援科，另外在1940年至1948年服役於本地後備陸軍。在1947年，他從林肯律師學院考取大律師資格後，在1947年至1951年間受僱於御用大律師利昂內爾·布倫德爾（Lionel Blundell）位於倫敦內殿的律師行。

### 司法生涯
在1951年，赫健士隨兄長前往非洲發展，並獲英政府取錄，派往烏干達坎帕拉擔任裁判司。不過，赫健士的妻子卻不願長居非洲，原因是她的弟婦正是在南羅德西亞首都梳士巴利被家傭殺害。有感於治安不靖，他在1953年獲安排調往香港任職裁判司，同時兼任租務法庭庭長。他在1955年獲內調到新界出任裁判司，1956年改任九龍首席裁判司，1958年起升任地方法官。
赫健士在1965年起出任最高法院陪席法官，任內香港局勢動盪，曾因為頒令銀行清盤而接獲死亡恐嚇。在1976年，他獲擢升為上訴庭按察司，並且在1979年一度有機會接任最高法院首席按察司，但有關空缺最後由時任布政司羅弼時爵士替補。赫健士在1980年出任上訴庭副庭長，同年獲封下級勳位爵士，翌年由英女皇伊利沙伯二世親自在白金漢宮主持授勳。他任內亦多次署任首席按察司，至1987年從最高法院退休。在港供職期間，赫健士亦曾在1972年至1987年擔任港府的法律教育顧問委員會主席，以及在1979年至1987年間擔任香港大學榮譽講師。
除香港以外，赫健士亦曾在1966年至1983年任職汶萊的司法專員。汶萊在1984年正式獨立後，他繼續留任司法專員至1987年，後來在1991年至2000年間再度出任司法專員一職，並在2000年至2002年間出任汶萊最高法院上訴庭庭長。

### 晚年生涯
從香港退休後，赫健士退居英國德文郡威迪庫姆（Widdicombe）的鄉郊宅第，並間中獲邀出任福克蘭群島、英屬南極領地、直布羅陀、聖海倫娜島、英屬印度洋領地和百慕達各地的上訴法官。在1997年香港主權移交後，特區政府設立香港終審法院，赫健士連同羅弼時爵士、麥慕年、康士爵士和鮑偉華爵士等人獲委任為首批非常任香港法官，為期三年。他在2000年再獲續任三年，至2003年正式從司法界退休。
赫健士在2009年12月10日逝世於德文郡，終年88歲，喪禮隨後在同年12月29日於附近京士橋（Kingsbridge）的聖米迦勒及眾天使教堂（St Michael and All Angels Church）舉行。赫健士去世後，香港和汶萊的司法界皆表哀悼，香港終審法院首席法官李國能特別讚揚其「法理精闢，公正持平，克盡厥職，在各級法院皆深受敬重和愛戴。他奠立至高的司法標準，並且孜孜不倦，終生身體力行」；而終審法院常任法官李義（Roberto Ribeiro）亦稱頌他為香港「今日的法律制度奠定基石」。

## 個人生活
赫健士爵士在1950年12月2日於薩里郡迎娶嘉芙蓮·大衛遜·迪克（Catherine Davidson Dick）結婚，兩人育有兩子一女，但這段婚姻以離婚收場。在1985年，他與第二任妻子伊利沙伯·勞（Elizabeth Low）結婚，兩人的婚禮在山頂的首席按察司官邸舉行，並由時任首席按察司羅弼時爵士親自證婚。伊利沙伯在2007年逝世。
赫健士愛好參演業餘舞台劇，他曾在香港的《威尼斯商人》舞台劇飾演放高利貸的猶太奸商夏洛克（Skylock），另外亦曾參演《傑克與豌豆》。他也是一位虔誠的基督徒，曾任英國及海外聖經公會名譽董事、美國聖經公會終身榮譽會員、香港中華基督教青年會會長、亦曾服務聖公會港澳教區。

## 榮譽
- Kt. （1980年）

## 注腳
1. 1 2 3 4 5  SINCLAIR, Kevin, "HUGGINS, Alan Armstrong (Sir)", Who's Who in Hongkong, Database Publishing, 1984.
2. 1 2 3 4 5 6 7 8  "Sir Alan Huggins: colonial judge", The Times, 11 January 2010.
3. 1 2 3 4 5  "Sir Alan Huggins", The Daily Telegraph, 8 February 2010.
4. 1 2  LUZZATTO, Rola, "HUGGINS, ALAN ARMSTRONG", Hong Kong Who's Who: An Almanac of Personalities and Their History, 1958-1960, 1960.
5. 1 2 3  〈終審法院首席法官聲明〉，《新聞公報》，2009年12月15日。
6. ↑  "Issue 48599 （页面存档备份，存于）", London Gazette, 1 May 1981, p.1.
7. 1 2 3 4  Horton, A.V.M., Negara Brunei Darussalam: Obituary 2009, Borneo Research Bulletin, 2010.
8. 1 2  Mohd Zulfadli Hj Abdul Hamid, The Passing of Sir Alan Armstrong Huggins, 10 March 2010.
9. ↑  《司法人員推薦委員會報告1997-2002》，香港特別行政區政府，2002年。

## 外部連結
- HUGGINS, Sir Alan, "THE ECONOMICS OF JUSTICE, OR WHAT PRICE JUSTICE? （页面存档备份，存于）", 1982.
- "Confession was evidence, rules Appeals Court judge[]", The Royal Gazette, 18 March 1995.
- "Sir Alan Huggins dies （页面存档备份，存于）", RTHK, 15 December 2009.
- 〈赫健士爵士上周四在英辭世〉，《頭條日報》，2009年12月15日。

| 司法职务      | 司法职务                                | 司法职务          |
| ------------- | --------------------------------------- | ----------------- |
| 前任： 首任   | 香港最高法院上訴庭副庭長 1980年－1987年 | 繼任： 楊鐵樑     |
| 前任： 傅雅德 | 汶萊最高法院上訴庭庭長 2000年－2002年   | 繼任： 羅弼時爵士 |